# Ґаспачо

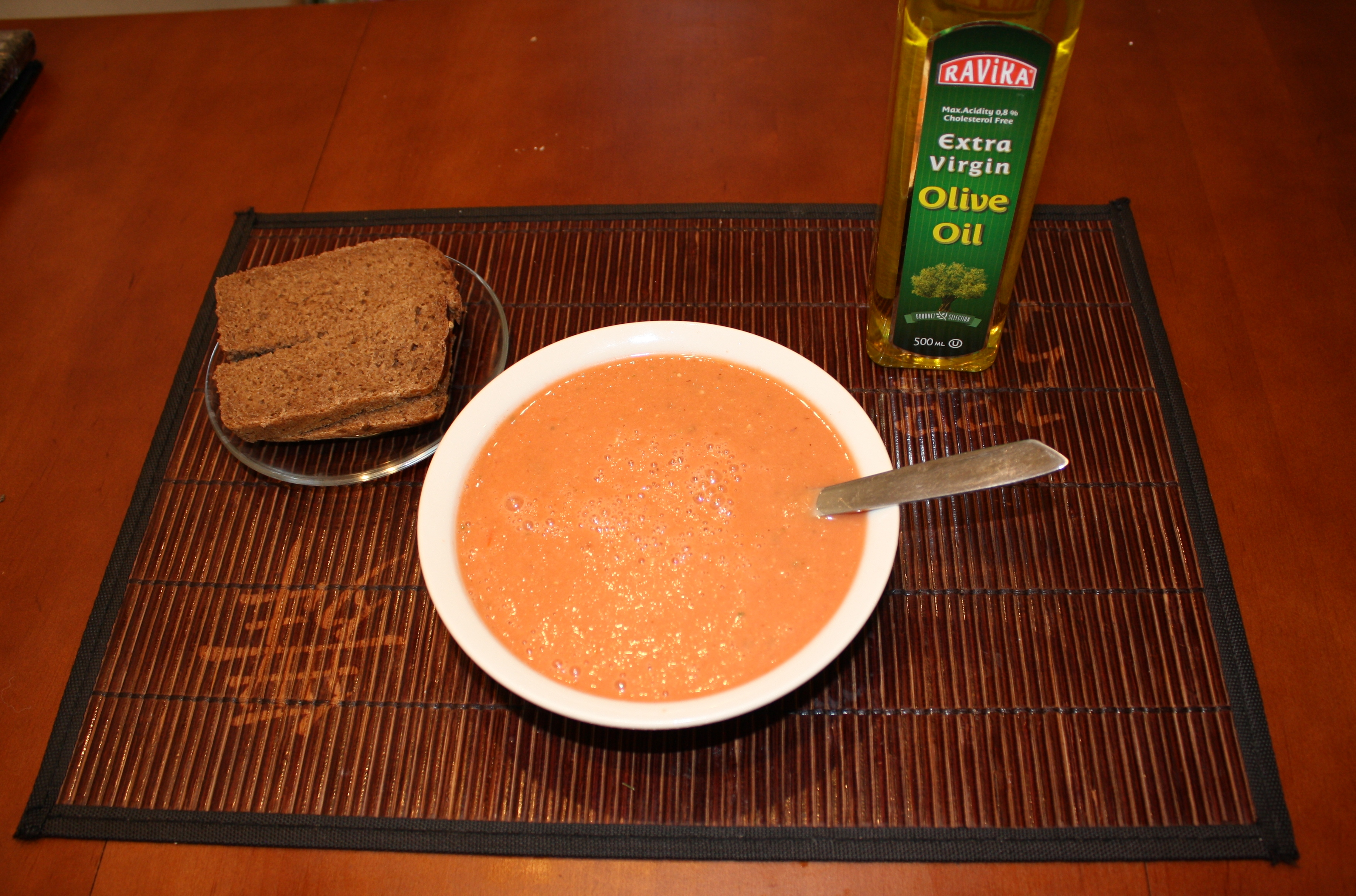
Ґаспачо

Ґаспа́чо (ісп. gazpacho) — іспанська страва, холодний суп із протертих помідорів, а також огірків, оливкової олії й прянощів. Ця страва походить з Андалузії, подається у спекотну пору року.
Особливість ґаспачо в тому, що це один з небагатьох супів, в яких жоден продукт не проходить термічну обробку.

## Історія
Спочатку ґаспачо вважався стравою бідняків і складався лише з хліба і томатів. Поступово в рецепт почали додавати деякі інгредієнти — оливкову олію, часник, перець. Тепер кожен шеф-кухар або домогосподарка вносять свою деталь в рецепт традиційного іспанського супу. Найголовніше в ґаспачо — це стиглі солодкі томати.
Ще в стародавні часи ґаспачо їли погоничі мулів. Вони йшли в довгу дорогу і з собою брали ті продукти, які зазвичай були у них вдома. Зупинившись в саму спеку на відпочинок, готували собі обід: пастою з розчавленого з оливковою олією та сіллю часнику змащували глиняний горщик і засипали в нього шарами нарізані помідори, огірки, покришений черствий хліб. Заливали олією. Обертали горщик мокрою тканиною і чекали, поки висохне. Отримана страва відмінно втамовувала спрагу і голод і додавала сили.
Історія ґаспачо ділиться на два періоди. Перший відбувався до того часу, коли в Європі не вирощували томати та перець, тоді ґаспачо готували з часнику, оливкової олії, хліба і оцту. Другий період почався з того моменту, коли з'явилися помідори, а ґаспачо використовували для утилізації занадто зрілих овочів. З часом ґаспачо перестав вважатися їжею бідняків і з самих низів він піднявся на вершини гастрономії.

## Приготування

### Класичний ґаспачо
Інгредієнти:
- 15 великих стиглих помідорів,
- 4 огірки,
- 3 солодкі перці,
- 4-5 великих зубчиків часнику,
- 3-4 скибочки черствого хліба, бажано з висівками,
- 1 велика червона цибулина,
- 125 мл оливкової олії першої вижимки,
- 4 ст. л. хересу або червоного винного оцту,
- 1 ст. л. крупної солі,
- невеликий пучок петрушки,
- холодна вода, томатний сік або червоне сухе вино до смаку.

Як приготувати:
1. Сіль і часник покласти до ступки, потовкти.
2. Наламати хліб, додати в ступку, не припиняючи працювати товкачиком, тонкою цівкою влити оливкову олію, розмішати до однорідності. Накрити і дати настоятися 1,5 години.
3. Цибулю дрібно нарізати і покласти в миску, залити оцтом.
4. На кожному помідорі зробити неглибокий хрещатий надріз, опустити на 1 хвилину в киплячу воду, зняти шкірку. Потім розрізати помідори на четвертинки і видалити насіння. Огірки очистити від шкірки.
5. Солодкий перець змастити рослинною олією, помістити в розігріту до 200 °C духовку на 10 хв., Поки не з'являться чорні підпалини; відразу перекласти в миску і накрити. Через 5-6 хв. видалити шкірку і серцевину.
6. Листя петрушки крупно нарізати. Потім невеликими порціями класти овочі в блендер, кожен раз змішуючи нову порцію з попередньою. Додати цибулю разом з оцтом. В останню чергу покласти вміст ступки.
Коли маса стане однорідною, помістити її в холодильник на 8 годин. Подавати в тарілках або склянках, трохи розбавлену холодною водою або сумішшю води і червоного сухого вина в рівних частинах.

### Сучасний базовий рецепт
На чотири персони
Інгредієнти:
- 4 великі, стиглі і смачні помідори
- 1 скибочка вчорашнього білого хліба без скоринки
- 2 огірки
- 2 зелені солодкі (болгарські) перці
- 1 середня цибулина (не зла)
- 2-3 зубки часнику
- 1 зварене круто яйце
- 1 кусень білого хліба
- оливкова олія близько 100 мл
- сік лимону (в оригіналі винний або запашний оцет — 50-100 мл)
- холодна (крижана) вода
- 1 крапля соусу Табаско або щіпка меленого червоного (кайєннського) перцю
- 1 маленький пучок базиліка і орегано
- сіль (краще морська)

Приготування:
1. Хліб замочити в охолодженій кип'яченій воді.
2. Помідори облити кип'ятком, обдати холодною водою, почистити, порізати.
2. Огірок, цибулю, часник і зелений перець почистити, порізати.
3. Замочений хліб, помідори, один нарізаний перець, огірок та цибулину покласти до блендеру. Додати листочки базиліка і орегано, оливкову олію і кайєнський перець. Вичавити в блендер часник та посоліть на смак.
4. Поставити ґаспачо в холодильник на 1 годину.
5. Приправити сіллю, перцем, оливковою олією, зеленню, вичавити півлимона. Якщо додати оливкову олію раніше, суп буде рожевим, а не потрібного червоного кольору.
6. Перед подачею наріжте один огірок, перець та варене яйце маленькими кубиками і подавайте до супу окремо.

## Поради з приготування домашнього ґаспачо
1. Кожний знов приготований ґаспачо усякий раз буде мати різний смак. Ніколи не можна повторити те ж саме поєднання: стиглість овочів, кількість в них соку та смак всякий раз будуть різними.
2. Для приготування ґаспачо беріть м'ясисті, дуже стиглі, а ще краще перестиглі помідори.
3. Бажано попередньо промаринувати в олії й оцті порізані овочі. Маринування овочів для ґаспачо та витримування їх протягом доби в холодильнику надасть неповторний смак вашому ґаспачо.
4. Цибулю вибирають за смаком: ріпчасту, зелену або цибуля порей, солодку або пекучу.
5. Огірок, перці, цибулину можна порізати дрібненькими кубиками.
6. Ґаспачо не може зберігатися довго, його треба з'їсти в день приготування.
7. Замість хліба можна сипати панірувальні сухарі або просто потовчені звичайні сухарі. Причому, хліб можна класти за смаком (більше/менше) або не класти зовсім. Розмочений хліб обов'язковий в оригінальному рецепті, але можна приготувати ґаспачо і без нього.

## Як подають
Подавати суп потрібно з кубиками льоду. Ґаспачо часто подають із сухариками або часниковими хлібцями.